# Annuleerbaarheid
In de abstracte algebra, een onderdeel van de wiskunde, heet een element annuleerbaar als het, ook zonder dat er een invers element is, dus er niet van echte deling sprake is, als het ware kan worden weggedeeld.

## Definitie
Zij {\displaystyle (M,*)} een magma en {\displaystyle a\in M} een element van de magma. Men noemt het element {\displaystyle a}
- links-annuleerbaar als uit de gelijkheid {\displaystyle a*b=a*c} voor {\displaystyle b,c\in M} volgt dat {\displaystyle b=c}.
- rechts-annuleerbaar als uit de gelijkheid {\displaystyle b*a=c*a} voor {\displaystyle b,c\in M} volgt dat {\displaystyle b=c}.
- tweezijdig annuleerbaar of annuleerbaar, als het element zowel links- als rechts-annuleerbaar is.

Als alle elementen van een magma links-annuleerbaar zijn noemt men de magma zelf links-annuleerbaar. De definitie van een rechts-annuleerbaar en van een tweezijdig annuleerbaar magma gaan hetzelfde.

## Voorbeelden
- Er kan met annuleerbaarheid een voorbeeld van een wiskundige structuur worden gegeven, die wel een monoïde is, maar geen groep. Iedere groep is annuleerbaar, maar een monoïde hoeft dat niet te zijn. Neem bijvoorbeeld de vierkante matrices

{\displaystyle \mathbf {A} ={\begin{bmatrix}1&0\\0&0\end{bmatrix}},\quad \mathbf {B} ={\begin{bmatrix}0&0\\0&1\end{bmatrix}}\quad } en {\displaystyle \quad \mathbf {C} ={\begin{bmatrix}0&0\\0&0\end{bmatrix}}}
Nu is
{\displaystyle \mathbf {AB} =\mathbf {AC} }, maar niet {\displaystyle \mathbf {B} =\mathbf {C} }
- Annuleerbaarheid is een generalisatie van inverteerbaarheid. Een links-inverteerbaar element is links-annuleerbaar en dezelfde definitie geldt voor een rechts-annuleerbaar element en een annuleerbaar element.

- Iedere quasigroep, dus ook iedere groep is annuleerbaar.